# Аделаїдська міська залізниця
Аделаїдська міська залізниця (англ. Railways in Adelaide) — система ліній приміських потягів в місті Аделаїда, штат Південна Австралія, Австралія. Разом з мережею трамваю складає основу громадського транспорту міста. Системою керує компанія Adelaide Metro

## Історія
Перша залізнична лінія відкрилася в місті у 1856 році. В наступні роки система постійно розвивалася, більшість ліній навколо Аделаїди побудовані до 1900 року. У 1929 році одна з початкових ліній була переобладнана в лінію міського трамваю, що працює і в наш час. З 1970-х по 1990-ті частина ліній була закрита та демонтована. До 2014 року єдина система в Австралії де всі потяги були дизельними, електрифікація на залізниці почалася тільки останнім часом, у 2014 році відкрилася перша лінія що обслуговується електропотягами.

## Лінії
В місті 6 діючіх пасажирських ліній, але лише лінії «Seaford» та «Tonsley» електрифіковані, на інших лініях курсують дизельні потяги. Електрифікація решти ліній почнеться найближчім часом. Всі лінії починаються на головній станції Аделаїда та сполучають найближчі передмістя з центром Аделаїди. Інтервал руху диференційований від 15 хвилин в годину пік на завантажених лініях до 1 години у вихідні дні.
| Назва лінії    | Дата відкриття | Кількість станцій | Довжина в км | Напрямок руху |
| -------------- | -------------- | ----------------- | ------------ | --- |
| «Belair»       | 1883           | 15                | 21,5         | Прямує на південний схід до передмістя Білеїр.                                                                   |
| «Gawler»       | 1857           | 27                | 42,2         | Прямує на північ до міста Гоулер.                                                                                |
| «Grange»       | вересень 1882  | 11                | 13           | Прямує на захід до передмістя Гранж. Використовує 7,5 км спільно з лінією «Outer Harbor».                        |
| «Outer Harbor» | 1856           | 22                | 21,9         | Прямує на північний захід до передмістя Оутер Харбор.                                                            |
| «Seaford»      | 1913           | 24                | 35,9         | Прямує на південь до передмістя Сіфорд.                                                                          |
| «Tonsley»      | 1966           | 11                | 13           | Прямує на південь до станції «Tonsley» у передмісті Мітчел Парк. Використовує 9,1 км спільно з лінією «Seaford». |

## Особливості
Спочатку всі лінії навколо міста були побудовані з шириною колії 1600 мм, поступово були перебудовані. До діючої колії додали третю рейку, це дало змогу використовувати лінії потягам побудованим під стандартну та ширину колії 1600 мм.

## Галерея

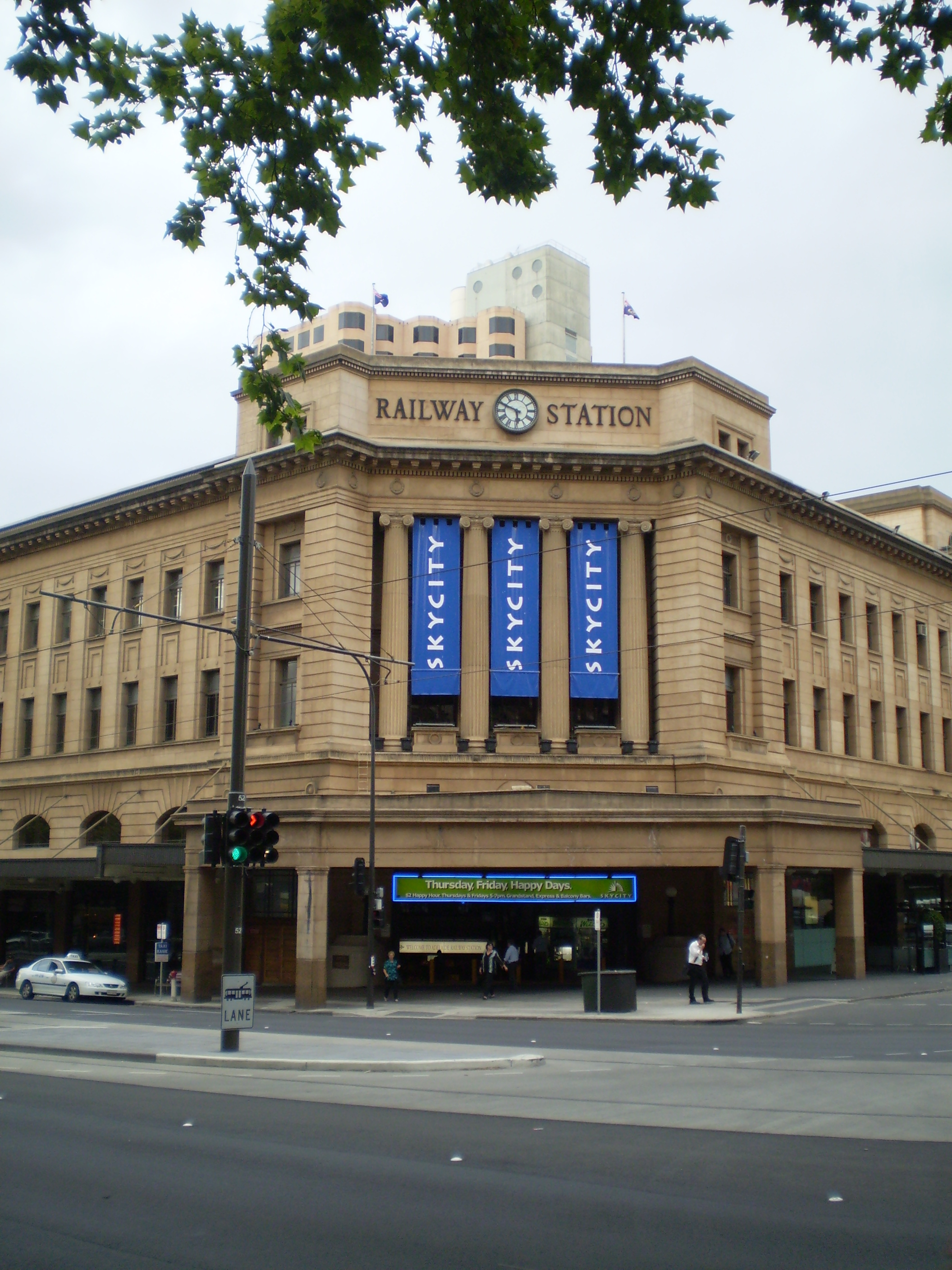
Залізничний вокзал Аделаїди
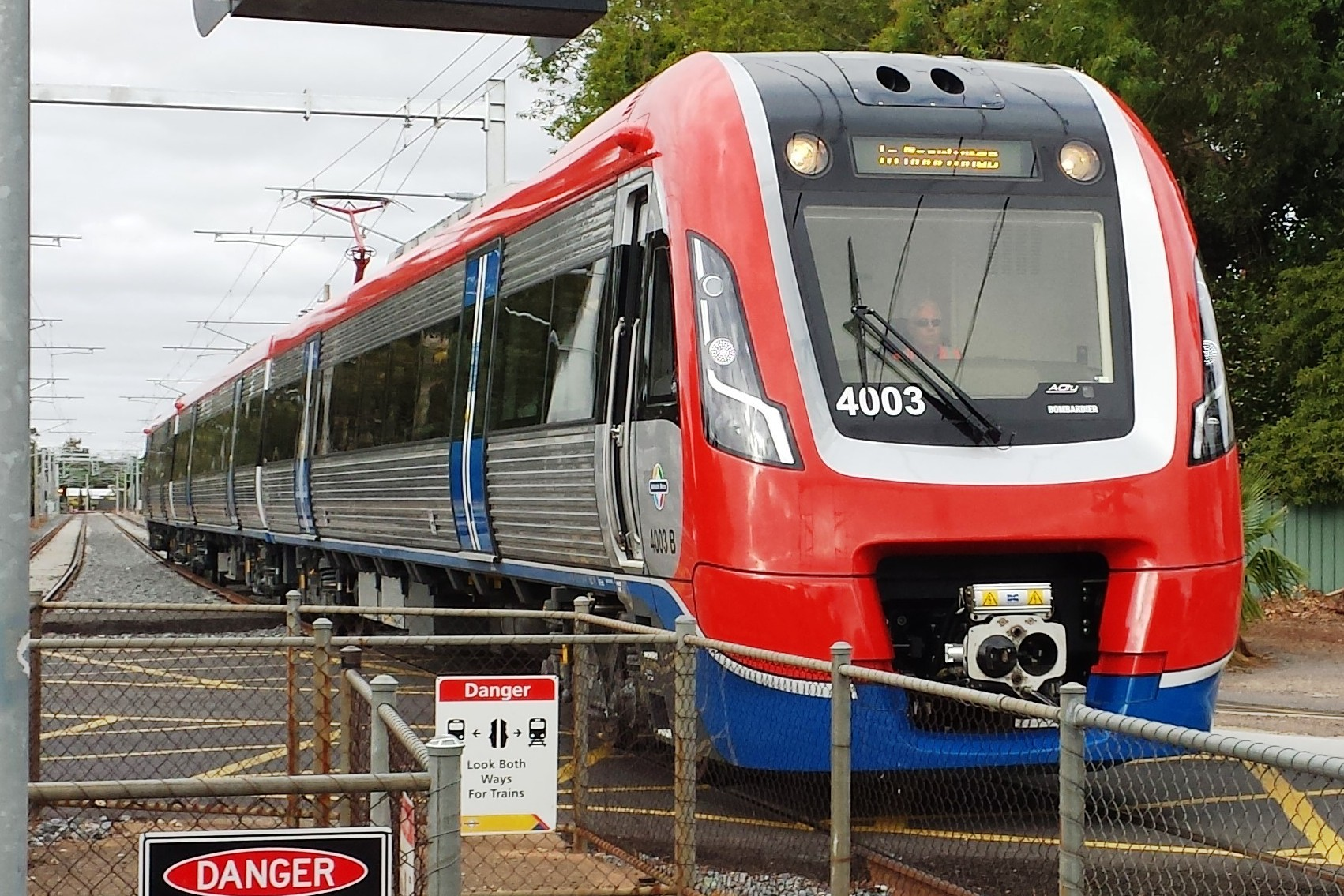
Електропотяг серії EMU 4003, Лінія «Seaford»
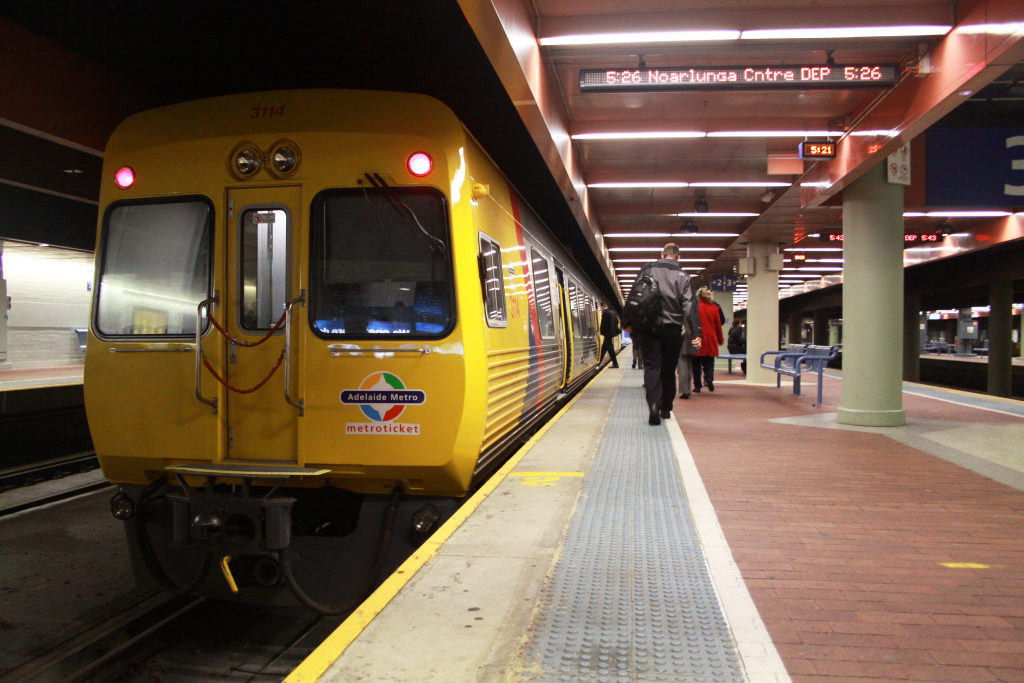
Потяг серії 3000 на станції «Adelaide»
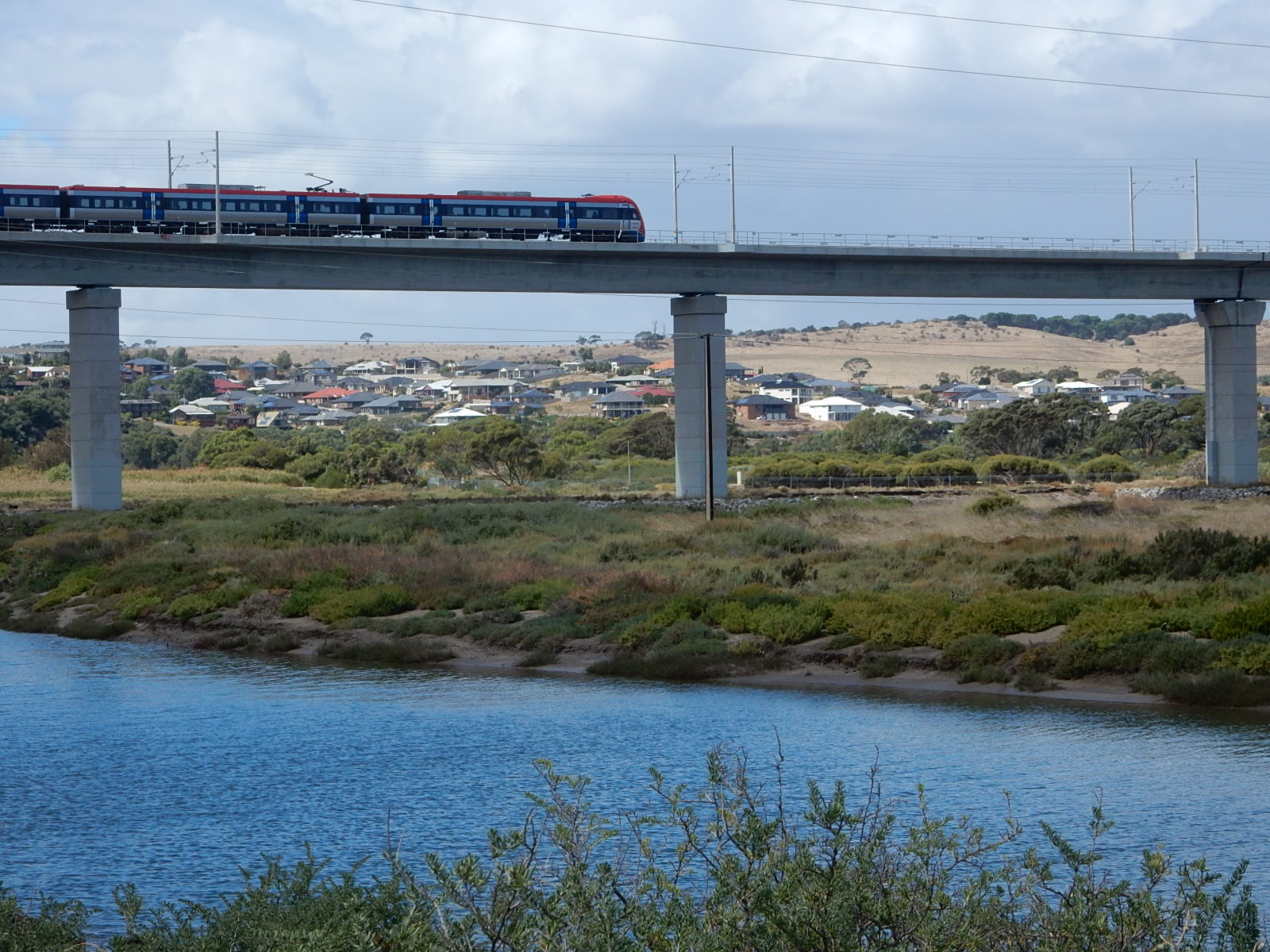
Електропотяг на мосту через ріку Онкапарінга, Лінія «Seaford»
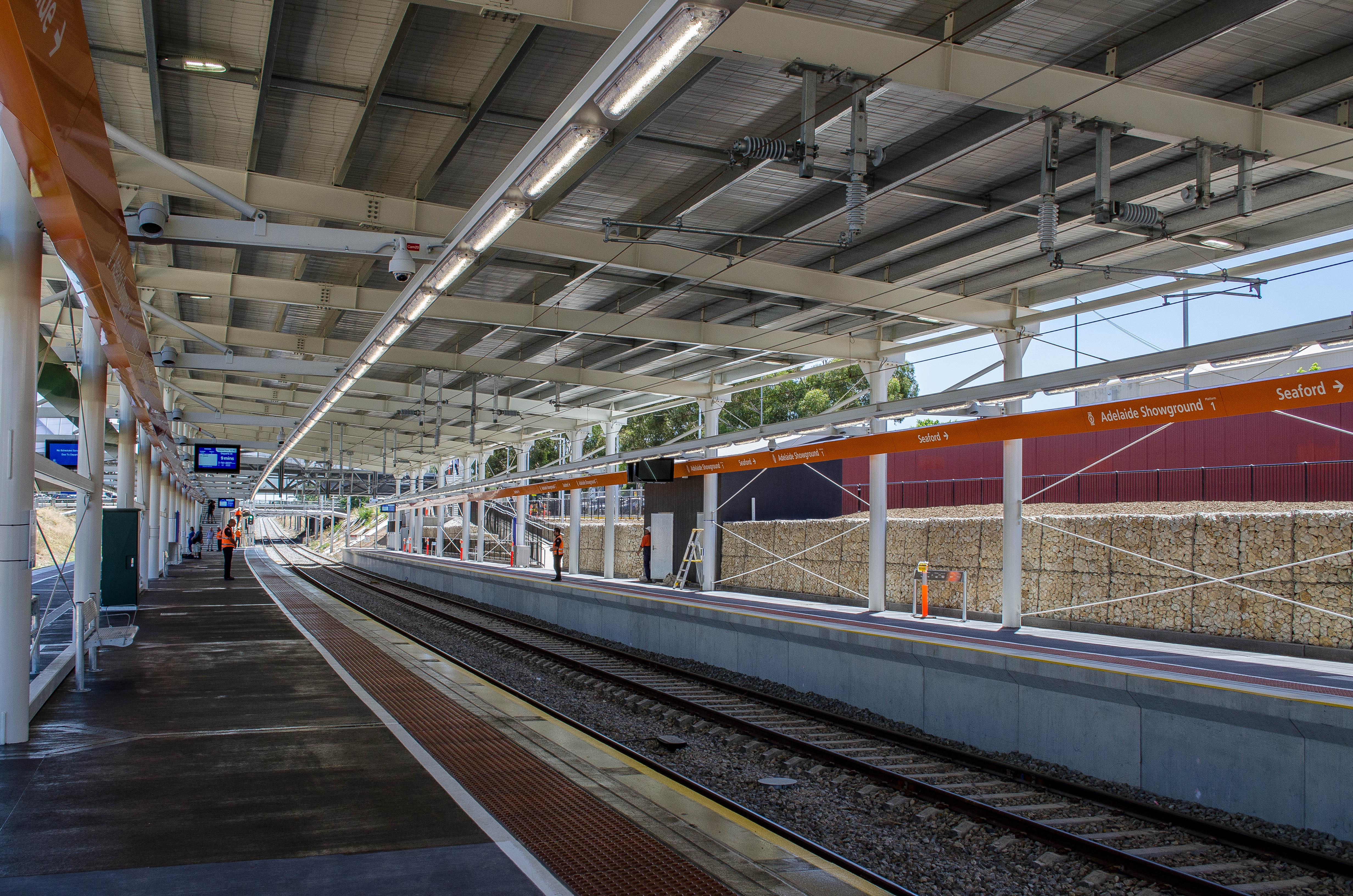
Станція «Showground»